# Trepidation
Die Trepidation ist ein historischer Begriff aus der Astronomie, der eine Schwankung in der Präzession der Äquinoktien beschreibt. Es handelt sich dabei um eine Art Zittern der Erdachse, die Ungenauigkeiten in der Präzession verursacht, so dass das Fortschreiten des Frühlingspunktes auf der Ekliptik manchmal rascher und manchmal langsamer erfolgt. Die entsprechenden Werte sind zur Präzession hinzuzurechnen oder von ihr abzuziehen.
Die Trepidation wurde im Mittelalter häufig beschrieben und diskutiert. Heute werden diese Berichte für irrtümlich gehalten; das Phänomen wird in der modernen Astronomie nicht beobachtet und ist nicht anerkannt.

## Geschichte
Theon von Alexandria soll die Theorie der Trepidation im 4. Jahrhundert zuerst beschrieben haben, wobei er sich auf namentlich nicht genannte „ältere Astronomen“ beruft. Laut Theon hätten diese das Vorrücken der Sterne um 1° in 80 Jahren beobachtet, allerdings nur bis zu einer Grenze von 8°, dann kehre sich der Prozess um und laufe dieselben 8° zurück. Die Umkehr dieser Bewegung soll 128 Jahre vor Augustus geschehen sein. Theon entschied sich allerdings gegen diese Auffassung und zog Ptolemäus’ Modell vor, in dem die Präzession einen festen und fortlaufenden Wert hat.
Im Mittelalter zitieren mehrere arabische Astronomen diese Schwankung, so das Buch De motu octavae sphaerae, dessen arabisches, allerdings verlorenes, Original Thabit Ibn Qurra zugeschrieben wird, was nicht unumstritten ist. Thabit – oder der Autor des erwähnten Buches – erarbeitete ein ausführliches Sphärenmodell, in dem er die Schwankung des Präzessionswertes zu der Änderung der Ekliptikschiefe in Beziehung stellt. Ob auch der berühmte Astronom al-Battani die Trepidation akzeptierte, ist zweifelhaft.
Thabits Trepidationsberechnungen wurden von den Toledaner Tafeln des Al-Zarqali im 11. Jahrhundert übernommen und das Phänomen wurde dadurch in ganz Europa bekannt und diskutiert. Bald wurde allerdings die Umkehr der Bewegung als falsch abgelehnt und ein fester Präzessionswert angenommen, zu dem die Trepidation dann als Schwankung hinzugefügt wurde, und zwar sollte diese Abweichung +/− 9° betragen und einen Zyklus in 7000 Jahren vollführen. Dieses Modell wurde von den Alfonsinischen Tafeln Alfons des Weisen von Kastilien übernommen und verwandelte sich in die im Mittelalter als Standard angenommenen Theorie der Trepidation. Georg von Peuerbach übernahm 1472 Thabits Modell und selbst Nikolaus Kopernikus versuchte noch 1543, auf Thabit aufbauend, die Trepidation in Rechnung zu stellen und mit der Änderung der Ekliptikschiefe zu verbinden. Dabei löste er, getreu dem aristotelischen Dogma von der Unabdingbarkeit gleichförmiger Kreisbewegung am Himmel die lineare Schwingung in zwei Kreisbewegungen auf (Tusi-Paar).

## Ablehnung
Schon ab Mitte des 13. Jahrhunderts allerdings mehrten sich die Stimmen, die diese Oszillation für irrtümlich hielten und für einen festen Wert des tropischen Jahres und damit der Präzession eintraten. Regiomontanus wandte sich Ende des 15. Jahrhunderts heftig gegen die Ansicht, die Himmelskörper könnten gelegentlich unregelmäßige Bewegungen ausführen. Schließlich überprüfte Tycho Brahe die Sterndaten des Almagest und kam im Werke Astronomiae Instauratae Mechanica (1595) zu dem Schluss, die Präzession sei gleichmäßig und die kleinen Ungenauigkeiten seien „zufälligen Ursachen“ zuzuschreiben. Ungefähr ab dieser Zeit wird die Trepidation für irrtümlich gehalten, bzw. auf Beobachtungsfehler oder Missverständnisse hinsichtlich der Gradeinteilung zurückgeführt, und taucht nicht mehr in astronomischen Beobachtungen oder Berechnungen auf.